# Norman Smiley
Norman Anthony Smiley (Northampton, 28 februari 1965) is een Engels professioneel worstelaar die werkzaam is bij WWE als een van de trainers op NXT Wrestling. Hij is ook vooral bekend van zijn tijd bij World Championship Wrestling (WCW).

## In worstelen
- Finishers
  - Norman Conquest

- Signature moves
  - Armbar
  - Belly to back suplex
  - Big Wiggle/ Hardcore Wiggle
  - Bodyscissors
  - Diving crossbody
  - European uppercut
  - Jumping headbutt
  - Spinning delayed scoop slam
  - Sunset flip
  - Victory roll

- Bijnaam
  - "Screamin" Norman Smiley

## Erelijst
- Consejo Mundial de Lucha Libre
  - CMLL World Heavyweight Championship (1 keer)

- Four Star Championship Wrestling
  - FSCW Heavyweight Championship (1 keer)

- Xtreme Wrestling Alliance
  - XWA World Heavyweight Championship (1 keer)

- Future of Wrestling
  - FOW Heavyweight Championship (1 keer)

- Global Wrestling Alliance
  - GWA Global Television Championship (1 keer)

- Independent Pro Wrestling Association
  - IPWA Southern Championship (1 keer)
  - IPWA Tag Team Championship (1 keer met Joe DeFuria)

- Maximum Pro Wrestling
  - MXPW Heavyweight Championship (1 keer)

- World Championship Wrestling
  - WCW Hardcore Championship (2 keer)

- Wrestling Observer Newsletter awards
  - Worst Worked Match of the Year (2006) TNA Reverse Battle Royal op Bound for Glory